# Agapetus fuscus
Agapetus fuscus är en nattsländeart som beskrevs av Vaillant 1954. Agapetus fuscus ingår i släktet Agapetus och familjen stenhusnattsländor. Inga underarter finns listade i Catalogue of Life.